# NGC 3224
NGC 3224 је елиптична галаксија у сазвежђу Шмрк (Пумпа) која се налази на NGC листи објеката дубоког неба.
Деклинација објекта је - 34° 41' 46" а ректасцензија 10h 21m 41,1s. Привидна величина (магнитуда) објекта NGC 3224 износи 11,3 а фотографска магнитуда 12,3. NGC 3224 је још познат и под ознакама ESO 375-13, MCG -6-23-24, PGC 30314.